# 衡陽駅
衡陽駅（こうようえき）は中華人民共和国湖南省衡陽市珠暉区に位置する中国国鉄広州鉄路集団長沙鉄路総公司直属の駅である。

## 所属路線
- 中国国鉄
  - 京広線：北京西駅より1773km、広州駅まで521km
  - 湘桂線：本駅が起点、憑祥駅終点まで1013km
  - 衡柳線：本駅が起点、柳州駅終点まで498km

## 駅構造
- 単式ホーム1面、島式ホーム3面の地上駅である。地下道は4本ある。南北にある構内の発着線は49本の線路があり、操車場の線路は22本ある。その他に貨物積み込み施設、コンテナ積み降ろし施設を持つ。

## 利用状況
各種別を含め毎日170本余りの旅客列車が発着する。貨物列車は184本が発着する。主要なのは広州駅発着列車と、湘桂線の列車である。年間の発着旅客量は370万人、貨物発送量は73万トンに達する。

## 歴史
- 1935年10月10日 - 開業した[3]。
- 1950年 - 最初の拡張工事を行った。
- 1964年 - 武昌～衡陽間の複線化に伴い再度拡張した[3]。
- 1989年 - 操車場の衡陽北駅を新設した[3]。
- 1990年～1995年 - 全面的な改装・拡張を行い、新しい駅舎を設けて駅を南側に拡げた[3]。
- 1994年4月15日 - 広州駅との間に83/84次、85/86次の特快列車（521kmを8時間24分で結んだがその後に廃止）運行が始まり、特快列車始発の無い歴史が終わった。
- 1995年5月30日 - 一等駅から特等駅に昇格した[3]。
- 2005年5月19日 - 衡陽北駅、衡陽西駅を管轄する様になった[3]。

## 隣の駅
中国国鉄
京広線
衡陽北駅 - 衡陽駅 - 周家坳駅
湘桂線
衡陽駅 - 衡陽西駅
衡柳線
衡陽駅 - 衡陽南駅